# Exoediceroides latrans
Exoediceroides latrans is een vlokreeftensoort uit de familie van de Exoedicerotidae. De wetenschappelijke naam van de soort is voor het eerst geldig gepubliceerd in 1879 door Haswell.